# Gerson Burmann
Gerson Burmann (Ijuí, 8 de outubro de 1962) é um político e engenheiro civil brasileiro, filiado ao Partido Democrático Trabalhista (PDT).

## Biografia
Gerson Burmann nasceu em Ijuí, no dia 8 de outubro de 1962. É filho de Wanderley Burmann, que foi prefeito de Ijuí por dois mandatos, e sobrinho de outro ex-prefeito do município e deputado. Formou-se em Engenharia Civil pela Universidade Federal de Santa Maria (UFSM).

## Carreira política

### Início da carreira
Gerson Burmann ingressou na política em 1992, quando foi eleito vice-prefeito de Ijuí. Também atuou como secretário municipal de Obras em sua cidade natal. Em 2000, foi novamente eleito vice-prefeito de Ijuí.

### Deputado estadual
Na primeira tentativa de se eleger deputado estadual, Burmann ficou na primeira suplência da bancada do PDT. Posteriormente, conseguiu se eleger e reeleger para a Assembleia Legislativa do Rio Grande do Sul, onde já exerceu múltiplos mandatos consecutivos.
Em 2010, foi um dos deputados estaduais do Rio Grande do Sul que votou a favor do aumento de 73% nos próprios salários em dezembro, fato esse que gerou uma música crítica chamada "Gangue da Matriz" composta e interpretada pelo músico Tonho Crocco, que fala em sua letra os nomes dos 36 deputados (inclusive o de Gerson Burmann) que foram favoráveis a esse autoconcedimento salarial; Giovani Cherini como presidente da Assembleia Legislativa do Rio Grande do Sul na ocasião entrou com uma representação contra o músico, Cherini falou que era um crime contra honra e o título era extremamente agressivo e fazia referência a criminosos que mataram o jovem Alex Thomas, na época Adão Villaverde que se tornou o sucessor na presidência da Assembleia Legislativa, expressou descontentamento discordando da decisão de Cherini, mas em agosto do mesmo ano o próprio Giovani Cherini ingressou com petição pedindo o arquivamento contra o músico com a alegação que não era vítima no processo (seu nome não aparecia na letra, pois como presidente do parlamento gaúcho na ocasião não podia votar) e que defendia a liberdade de expressão, na época Tonho recebeu apoio de uma loja que espalhou 20 outdoors pela capital Porto Alegre e também imenso apoio por redes sociais.
Nas eleições de 2014, em 5 de outubro, foi reeleito deputado estadual à Assembleia Legislativa do Rio Grande do Sul na 54ª legislatura (2015 — 2019). Assumiu o cargo em 1 de fevereiro de 2015, mas licenciou-se para assumir a Secretaria de Obras, Saneamento e Habitação do governo estadual.
Nas eleições de 2022, foi novamente eleito deputado estadual, garantindo uma cadeira na Assembleia Legislativa do Rio Grande do Sul para a 56ª legislatura (2023 — 2027).

### Secretário de Estado
Em dezembro de 2014, Gerson Burmann foi anunciado como secretário de Obras, Saneamento e Habitação do governo de José Ivo Sartori. Durante sua gestão à frente da secretaria, divulgou indicadores de desempenho para a pasta e metas para fortalecer as ações do órgão.
Em abril de 2017, Burmann deixou o cargo de secretário estadual, em um momento que coincidiu com discussões sobre a possível saída do PDT da base de apoio ao governo Sartori.

## Atuação parlamentar

### Frentes parlamentares
Gerson Burmann preside a Frente Parlamentar em Defesa de Políticas Públicas para a Pessoa Idosa na Assembleia Legislativa do Rio Grande do Sul. Anteriormente, também presidiu a Frente Parlamentar em Defesa da Terceira Idade.

### Projetos de lei
Entre os projetos de lei de autoria do deputado Gerson Burmann, destacam-se:
- Política Estadual de Renda para o Idoso (PRÓ-IDOSO): aprovada em março de 2025 e sancionada pelo governador em abril do mesmo ano, esta lei beneficia idosos com 80 anos ou mais e renda de até um salário mínimo.[18][19]

- Projeto de Resolução nº 10/2018: institui o "Prêmio Município Amigo do Idoso", concedido pela Assembleia Legislativa do Rio Grande do Sul.[20]

- Projeto de Lei nº 128/2018: institui a Política Estadual para os Hospitais de Pequeno Porte no Estado do Rio Grande do Sul.[21]